# James Walter Wall
James Walter Wall (Trenton, 1820. május 26. – Elizabeth, 1872. június 9.) az Amerikai Egyesült Államok szenátora (New Jersey, 1863).